# Altar
Altar is een Nederlandse deathmetalband, afkomstig uit het Drentse Coevorden.
De band werd in 1992 opgericht en bracht in hetzelfde jaar hun eerste demo uit die goed verkocht. Dientegevolge teken de band in 1993 een platencontract bij Displeased Records. Het jaar daarop bracht de band hun eerste album uit, getiteld Youth Against Christ. Sindsdien bracht de band vijf albums uit. Altar trad in 1996 op de Dynamo Open Air en in 1998 op het Lowlands Festival.

## Discografie
- 1992 - ...And God Created Satan to Blame For His Mistakes (demo)
- 1994 - Youth Against Christ
- 1996 - Ego Art
- 1998 - Provoke
- 1999 - In the Name of the Father
- 2000 - Until Heaven Forbids (compilatie)
- 2001 - Red Harvest
- 2007 - Altar (demo)

## Bandleden

### Huidige bezetting
- Marcel Verdurmen - gitaar
- Bas Karman - gitaar
- Janneke de Rooy - zang
- Martin Bruinewoud - basgitaar
- Erwin Koerts - drums

### Bezetting 2007
- Marcel Verdurmen  - gitaar
- Richard Ludwig - gitaar
- Michel Coppens - zang
- Andre Hemel - basgitaar
- Frank Schilperoort - drums

### Voormalige bandleden
- Nils Vos - basgitaar
- Sjoerd Visch - drums
- Bert Huisjes - gitaar
- Marco Arends - drums
- Edwin Kelder - zang
- Marcel van Haaf - gitaar
- Marco de Groot - drums
- Wilfred Hake - drums